# Резник, Илья Рахмиэлевич
Илья́ Рахми́элевич Ре́зник (имя при рождении — Илья Леопольдович Израэльсон; род. 4 апреля 1938, Ленинград) — советский и российский поэт-песенник, киноактёр, сценарист; народный артист Российской Федерации (2003), народный артист Украины (2013; лишён звания). Почётный член Российской академии художеств.

## Биография

### Ранние годы
Родился 4 апреля 1938 года в Ленинграде в еврейской семье. Отец, Леопольд Иосифович Израэльсон (1916—1944), уроженец Копенгагена, меховщик и скорняк, воевал в Карелии в составе 142 стрелковой дивизии, в августе 1941 попал в окружение, значился в списках пропавших без вести, был тяжело ранен на фронте и 15 апреля 1944 года скончался от скоротечной чахотки в госпитале в Свердловске. Отец иммигрировал в Советский Союз ребёнком в 1924 году из Копенгагена с приёмными родителями Ривой Гиршевной Резник (1891—1963) и Рахмиэлем Самуиловичем Резником (1888—1957), сапожником по профессии, и старшей сестрой Идой при посредстве Общества содействия еврейской земледельческой колонизации в России (ИКОР). Сестра впоследствии вернулась в Данию, а отец с родителями получили комнату в коммунальной квартире на улице Восстания, дом № 25, кв. 7, где провёл детские годы и Илья Резник; дед устроился на работу сапожником-индивидуалом, бабушка — поваром в заводской столовой. 
В 1942 году Илья Резник с матерью Геней Борисовной Израэльсон (Эвельсон, 1914—2001) были эвакуированы из блокадного Ленинграда в Свердловск, в 1944 году вернулись в Ленинград, где он после вторичного замужества матери и её переезда в Ригу в 1946 году остался с бабушкой и дедом со стороны отца, которые его официально усыновили, вследствие чего Илья получил отчество «Рахмиэлевич» и фамилию «Резник» по деду (с матерью он в последующие десять лет не виделся). В семье Резника говорили на идише (дедушка до отъезда из Копенгагена был постановщиком самодеятельной театральной труппы на этом языке). По матери у Ильи Резника есть единоутробные брат и сёстры-близнецы (тройняшки Владимир, Вера и Марина, 1946 года рождения, живут в Израиле).
После школы работал лаборантом в мединституте, электриком и рабочим сцены.
В 1958 году поступил в Ленинградский государственный институт театра, музыки и кино, класс Т. Г. Сойниковой. Окончил в 1962 году.

### Карьера
С 1965 года работает в труппе Театра имени В. Ф. Комиссаржевской, однако параллельно сочиняет стихи к песням.
На эстраду Резника вывел создатель и руководитель первого в СССР ВИА «Дружба» Александр Броневицкий. Илья Резник, будучи артистом театра, начал общаться с Броневицким и Эдитой Пьехой, и эта дружба привела к тому, что Резник стал писать тексты песен. Броневицкий очень помог молодому автору, познакомил с исполнителями, композиторами, продвигал его песни, сам написал несколько песен на его стихи, их исполняла Э.Пьеха.
В 1972 году уходит из театра и занимается только песенной поэзией.
В 1975 году награждён «Золотой лирой» на Братиславском конкурсе песни за песню «Яблони в цвету».
В 1976—1977 годах работал над программой для болгарской певицы Лили Ивановой «Забудь обратную дорогу». Пишется репертуар для Радмилы Караклаич, Ладо Лесковар, Вани Стойкович.
В 1978 году на сцене Камерного Еврейского музыкального театра состоялась премьера его оперы-мистерии на идише «Чёрная уздечка белой кобылицы» (музыка и постановка Юрия Шерлинга).
В 1979 году впервые на сцене БКЗ «Октябрьский» (г. Ленинград) прошла авторская программа «Рождественские встречи» с участием А.Пугачёвой и других исполнителей песен автора. Написаны два романса для Елены Соловей к фильму «Приключения принца Флоризеля».
Был приглашён в детскую передачу «Копилка фокусов».
Автор текстов популярных эстрадных песен на музыку Максима Дунаевского, Александра Журбина, Владимира Фельцмана, Раймонда Паулса и других композиторов, известных в исполнении Николая Караченцова, Михаила Боярского, Эдиты Пьехи, Аллы Пугачёвой, Софии Ротару, Тамары Гвердцители, Лаймы Вайкуле, Александра Градского, Евгения Мартынова, Ирины Понаровской и многих других. Писал пародийные тексты для Виктора Чистякова.
С 1972 года и до середины 1990-х годов продолжалось его сотрудничество с Аллой Пугачёвой. За это время были созданы самые известные хиты Пугачёвой.

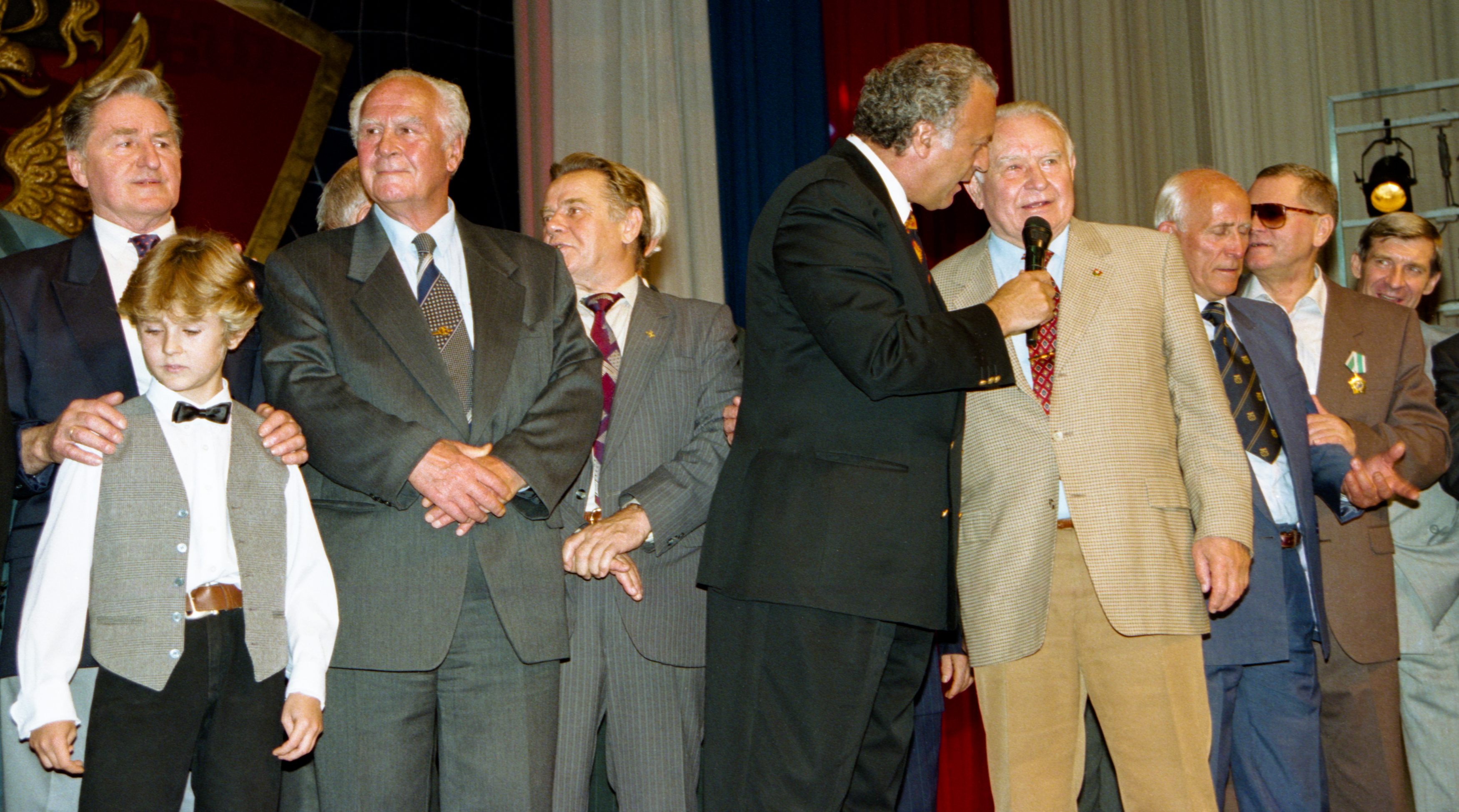
Алексей Парамонов (справа), Илья Резник и Константин Бесков (слева) во время празднования 100-летия Российского футбола, 11 октября 1997 года, автор фото: Лев Медведев

В 1980 году были написаны сценарий, стихи и песни для спектакля «Москва Олимпийская» (муз. Александра Журбина) для Ленинградского мюзик-холла. Режиссёр Илья Рахлин.
В 1987 году Илья Резник — идейный вдохновитель и член жюри музыкального конкурса в Юрмале, подарившего советской эстраде на долгие годы Александра Малинина, Валерию, Азизу, Сосо Павлиашвили и др. В 1988 году впервые в Москве в Государственном концертном зале «Россия» состоялась авторская программа Ильи Резника «Юбилейный Вернисаж» (19 концертов).
В 1990—1992 годах жил в США. 1991 год — создание «Театр Ильи Резника». Премьера музыкального спектакля «Игра в Распутина» или «Ностальгия по России» в концертном зале «Россия». В 1992—1994 годах состоялись гастроли «Театра Ильи Резника» в США (Лос-Анджелес, Сан-Диего, Сан-Франциско) со спектаклем «Игра в Распутина». В 1993 году были написаны песни для звёзд русской эмиграции. «Кабриолет», «На другом конце стола», «Кривые зеркала», «Монте-Карло», «Прабабушка», «Россия» и др. Всего 18 песен для Любови Успенской. «Мариночка-Марина», «Проходит жизнь» (М.Шуфутинский). «Тёмная шаль», «Банкирша», «От сумы», «Фотограф» и др. (С.Медяник).
В 1999 году по настоянию Риммы Казаковой принят в члены Союза писателей Москвы. В 2000 году открывает издательство «Библиотека Ильи Резника». В 2002 году вышла в свет книга о ветеранах спецслужб России с вступительными статьями В. В. Путин и Н. П. Патрушева. С 2006 по 2009 год поэт входил в состав жюри проекта «Две звезды» ОАО «Первый канал».
В 2007 году состоялся II Всероссийский детский конкурс песен Ильи Резника «Маленькая страна» (по названию  одноимённой песни Заслуженной артистки РФ Наташи Королёвой).
В 2008 году по благословению Святейшего Патриарха Московского и Всея Руси Алексия II вышла в свет книга «Молитвы». В апреле 2010 года выходит в свет собрание сочинений поэта в четырёх томах.
4 апреля 2012 года, в свой день рождения, дал пятичасовый концерт во Дворце «Украина» в присутствии президента Виктора Януковича.
20 января 2014 года на сцене Московского международного Дома музыки состоялась авторская программа «Духовная поэзия».
В связи со сложными событиями, возникшими в мире из-за пандемии COVID-19, Резник в сотрудничестве с Раймондом Паулсом написали песню «Ты прости!», посвящённую погибшим медикам.
В апреле 2021 года в Государственном Кремлёвском дворце столицы прошёл концертный вечер Резника, посвящённый дню рождения поэта.
В 2022 году поддержал вторжение России на Украину, заявив, что «наш президент, наша армия спасли страну от фашизма», написал песню об участниках нападения на Украину.

### Общественная деятельность
Резник возглавлял созданный в 2007 году Общественный Совет при МВД РФ. В 2011 году был переизбран на пост председателя.
В феврале 2013 года ушёл из общественного совета после скандала с выездом на разделительную полосу на Кутузовском проспекте в Москве.
2013—2014 годах — Создание детского ансамбля ФСБ РФ «Зелёные фуражки». Избран Председателем попечительского совета общероссийского общественного движения «Матери России».

### Личная жизнь
Первая жена — Регина Резник — заместитель директора ленинградского театра эстрады. Сын Максим Резник (род. 1969) — журналист, участвовал в передаче «Акулы пера». Внук Илья (род. 2004). Дочь Алиса Резник (род. 1976) — фотограф.

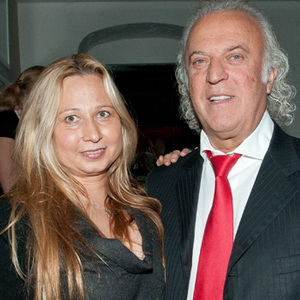
Илья Резник с супругой Ириной Романовой на вечеринке программы «Пусть говорят»

Внебрачный сын Евгений Резник (род. 1981), живёт в Одессе.
Вторая жена Мунира Аргумбаева (род. 1957) — узбекская балетмейстер и танцовщица. Сын Артур Резник (род. 1989).
Третья жена Ирина Алексеевна Романова (род. 1965) — мастер спорта СССР по лёгкой атлетике, генеральный директор АНО «Музыкальный театр Ильи Резника». От этого брака детей нет.
6 августа 2017 года принял православное крещение в храме Покрова Пресвятой Богородицы в Нижней Ореанде в Ялте, а ровно через год, в том же храме обвенчался с Романовой.

## Работы

### Фильмография
Роли в кино
- 1967 — Два билета на дневной сеанс — танцующий в ресторане (в титрах не указан)
- 1979 — Клуб самоубийц, или Приключения титулованной особы — преступник в инвалидной коляске
- 1985 — Пришла и говорю — Отелло / испанец / кинорежиссёр / контрабасист / гость
- 1992 — Московские красавицы — камео, член жюри конкурса красоты
- 2002 — Только раз — телеведущий
- 2005 — Бриллианты для Джульетты — Игорь Леонидович, олигарх
- 2006 — Карнавальная ночь 2, или 50 лет спустя — камео[30]
- 2020 — Магомаев — Гейдар Алиев, первый секретарь ЦК Компартии Азербайджана

Сценарист
- 1985 — Пришла и говорю

Автор текстов песен
- 1979 — А я иду
- 1985 — Пришла и говорю
- 1987 — Где находится нофелет?
- 1987 — Она с метлой, он в чёрной шляпе
- 1997 — Дети понедельника
- 2004 — Новогодние мужчины

Книги
"Тяпа не хочет быть клоуном" - 1969 г., Рига, "Лиесма" (первое издание)

### Тексты песен
- «Балет» (Игорь Николаев) — исп. Алла Пугачёва (1985), группа «Манго-Манго» (1999), Алёна Свиридова и Николай Цискаридзе (2005), Хор Турецкого (2009), Карина Сербина и Николай Цискаридзе (2010)
- «Без меня» (Раймонд Паулс) — исп. Алла Пугачёва (1984), Айя Кукуле (1985), Светлана Лобода (2008), Илона Багеле (2009), группа «Кватро» (2009), Наталья Могилевская, Ани Лорак (2010), Филипп Киркоров (2010), Марк Тишман (2010), Александр Буйнов и Лайма Вайкуле (2012), Анна Плетнёва и Вячеслав Макаров (2020)
- «В городе моём» (Алла Пугачёва) — исп. Жанна Агузарова (1988)
- «Вернисаж» (Раймонд Паулс) — исп. Лайма Вайкуле, Валерий Леонтьев, Лайма Вайкуле и Валерий Леонтьев (дуэтом), Хелена Вондрачкова (на чешском языке), Наталья Ветлицкая (2008), группа «Время и Стекло» (2014)
- «Вероока» (Раймонд Паулс) — исп. Валерий Леонтьев
- «Возвращение» (Раймонд Паулс) — исп. Алла Пугачёва (1981), Маша Распутина (2010), Мариам Мерабова (2016)
- «Гиподинамия» (Раймонд Паулс) — исп. Валерий Леонтьев
- «Где ты, любовь?» из кинофильма «Где ты, любовь?» (Раймонд Паулс) — исп. София Ротару (1979); Слава (2017)
- «Давай поговорим» (Эдуард Ханок) — исп. Михаил Боярский (1972), Эдуард Хиль (1973), Алла Пугачёва и Юлий Слободкин (музыкальная программа «Ты, Я и Песня») (1973), Юрий Богатиков (1974), Сюзанна Берлин и Юрий Богатиков (1975), ВИА «Нерия», солист Стасис Повилайтис (1975), Андрей Миронов (1978), Таисия Повалий и Борис Моисеев (2008), Нонна Гришаева
- «Двое» (Раймонд Паулс) — исп. Валентина Легкоступова (1986), Алла Пугачёва (1988), Мария Кодряну, Эвелина (2010)
- «Дежурный ангел» (Алла Пугачёва) — исп. Алла Пугачёва (1980), Александр Иванов (1997)
- «Делу время» (Раймонд Паулс) — исп. Алла Пугачёва (1984), Аркадий Укупник (1997), группа «Стенакардия» (2005), Верка Сердючка (2006), Юрий Гальцев (2010), Алексей Кортнев и группа «Несчастный случай» (2010), Нонна Гришаева (2012)
- «До новых встреч» (Александр Броневицкий) — исп. Эдита Пьеха
- «Если б небо было зеркалом» (Владимир Мигуля) — исп. ВИА «Самоцветы»
- «Ещё не вечер» (Раймонд Паулс) — исп. Лайма Вайкуле (1986), Лайма Вайкуле и Акапелла Экспресс (2016)
- «Забудь обратную дорогу» (Асен Гаргов) — исп. Лили Иванова (1980)
- «Звёздное лето» (Алла Пугачёва) — исп. Алла Пугачёва (1978), Татьяна Овсиенко (1997), Тина Кароль (2010), группа «Малыш и девочки» (2005), Юлия Чичерина (2010), Альбина Джанабаева (2017)
- «Земляничная поляна» (Владимир Мигуля) — исп. Владимир Мигуля, Сергей Избаш
- «Золотая свадьба» (Раймонд Паулс) — исп. детский ансамбль «Кукушечка» (1986), группа «Непоседы» и Бурановские бабушки (2012)
- «Золушка» (Игорь Цветков) — исп.  Таисия Калинченко (1973), Людмила Сенчина (1974), Елена Дриацкая (1984), Мария Воронова (2012)
- «Кабриолет» (Гари Голд) — исп. Любовь Успенская (1992), Маша Распутина (2008)
- «Как тебя мне разлюбить» (Вячеслав Добрынин) — исп. ВИА «Красные маки» (солист — Александр Лосев)
- «Как тревожен этот путь» (Алла Пугачёва) — исп. Алла Пугачёва (1980), Павел Щербинин, Карелл Готт (на чешском языке), Ольга Кормухина (2012), Григорий Лепс и Эмин Агаларов (2017)
- «Капитанская Дочка» (Аркадий Укупник) — исп. Аркадий Укупник
- «Карлссон» (Джефф Кристи) — исп. ВИА «Поющие гитары» (1971), группа «Дубы-колдуны» (1993)
- «Край берёзовый» (Александр Броневицкий) — исп. Эдита Пьеха (1973), Иван Суржиков (1976), Николай Копылов
- «Летние каникулы» (Павел Слободкин) — исп. ВИА «Весёлые ребята» (1977)
- «Люди, улыбнитесь миру» (Бобби Винтон) — исп. Эдита Пьеха (1983)
- «Май» (Игорь Корнилов) — исп. Кристина Орбакайте (1999)
- «Маленькая страна» (Игорь Николаев) — исп. Наташа Королёва (1995), Глюкоза (2011)
- «Маэстро» (Раймонд Паулс) — исп. Алла Пугачёва (1980), Гарик Мартиросян и Гарик Харламов (2008), Наталья Могилевская (2008), Юлия Началова и группа «Непоседы» (2008), Анастасия Кочеткова, Ирина Дубцова, Полина Гагарина, Тимати (2009), Тина Кароль (2009), группа «Kvatro» (2009), Тамара Гвердцители (2012)
- «Мне мама тихо говорила» (Йоргос Даларас, Узи Хитман) — исп. Филипп Киркоров (1995)
- «Мольба» (Александр Журбин) — исп. Ирина Понаровская (1976), Сергей Захаров (1976), Виктор Кривонос (1978), Борис Клетинич, Ханс-Юрген Байер (1978)
- «Моя маленькая леди» (Максим Дунаевский) — исп. Николай Караченцов
- «Ночной костёр» (Раймонд Паулс) — исп. Лайма Вайкуле (1986)
- «Поднимись над суетой» (Алла Пугачёва) — исп. Алла Пугачёва (1978), группа «ТОКИО» (2010), Эрика (2012)
- «Поздно» (Алла Пугачёва) — исп. Алла Пугачёва и Валерий Леонтьев (1982), Филипп Киркоров (1997), Алла Пугачёва (2018)
- «Позови меня в ночи» (Владимир Матецкий) ― исп. Влад Сташевский (1996)
- «Посидим, поокаем» (Александр Шепета) — исп. Алла Пугачёва (музыкальная программа «Ты, Я и Песня») (1973), Зоя Виноградова и Виталий Копылов (1974), Алёна Апина (1997), Жасмин и Юрий Гальцев (2008), Таисия Повалий (2008)
- «Родня» (Раймонд Паулс) — исп. ВИА «Весёлые ребята» (солисты — Александр Буйнов и Александр Добрынин)
- «Синее море» (Раймонд Паулс) — исп. Татьяна Буланова (1992)
- «Скрипач на крыше» (Раймонд Паулс) — исп. Лайма Вайкуле, Светлана Лобода (2016)
- «Солнечное часы» (Владимир Мигуля) — исп. Яак Йоала
- «Старинные часы» (Раймонд Паулс) — исп. Алла Пугачёва (1981), группа «ВИА Гра» (2006), Сурганова и оркестр (2008), Таисия Повалий (2010), группа «Братья Грим» (2010), Рената Волкиевич (2016)
- «Стюардесса по имени Жанна» (Владимир Пресняков-мл.) — исп. Владимир Пресняков мл.
- «Три счастливых дня» (Алла Пугачёва) — исп. Алла Пугачёва (1989), Ирина Крутова, Филипп Киркоров, Александр Панайотов (2006), Наталья Могилевская (2008), Алсу и Оскар Кучера (2008), Людмила Соколова (2010)
- «Ты возьми меня с собой» (Эдуард Ханок) — исп. Алла Пугачёва (1978), группа «Восток» (1997), группа «Диамант» (2002)
- «Ты мне песню подари» (Анатолий Кальварский) — исп. Лили Иванова (1980)
- «Фотограф» (Алла Пугачёва) — исп. Алла Пугачёва (1988), Людмила Гурченко (1997)
- «Цыганский хор» (Владимир Шаинский) — исп. ВИА «Садо» (1980), Алла Пугачёва (1982), группа «Республика» (2005)
- «Чарли» (Раймонд Паулс) — исп. Лайма Вайкуле (1986), Наталья Тамело (2010), Лайма Вайкуле и Акапелла Экспресс (2016)
- «Шерлок Холмс» (Раймонд Паулс) — исп. Лайма Вайкуле (1986)
- «Шире круг» (Раймонд Паулс) — исп. Ренат Ибрагимов (1980), ВИА «Ариэль» (1982)
- «Эдит Пиаф» (Отар Тевдорадзе) — исп. Тамара Гвердцители (1988)
- «Я за тебя молюсь» (Раймонд Паулс) — исп. Лайма Вайкуле (1990), Зара (2010)
- «Я к тебе не вернусь» (Андрей Петров) — исп. Эдита Пьеха (1974), Лина Гайле (1975), Людмила Сенчина (1975), Валентина Белова
- «Я тебе весь мир подарю» (Евгений Мартынов) — исп. Яак Йоала, Евгений Мартынов, Е. Василевский (1978), Вадим Байков, Николай Басков
- «Я тучи разведу руками» (Игорь Крутой) — исп. Ирина Аллегрова (1996), Ирина Дубцова (2012)
- «Яблони в цвету» (Евгений Мартынов) — исп. Евгений Мартынов (1975), София Ротару (1975), Сергей Захаров, Виктор Вуячич, Ренат Ибрагимов, ВИА «Современник», Николай Басков

## Награды, премии и звания
- Орден «За заслуги перед Отечеством» III степени (11 июля 2021 года) — за большой вклад в развитие отечественной культуры и искусства, многолетнюю плодотворную деятельность[31]
- Орден «За заслуги перед Отечеством» IV степени (29 марта 2008 года) — за большой вклад в развитие отечественной литературы и музыкальной культуры[32]
- Орден Почёта (4 апреля 1998 года) — за заслуги в области культуры[33][34]
- Орден Дружбы (12 апреля 2013 года) — за большие заслуги в развитии отечественной культуры и искусства, многолетнюю плодотворную деятельность[35]
- Народный артист Российской Федерации (22 февраля 2003 года) — за большие заслуги в области искусства[2]
- Заслуженный деятель искусств Российской Федерации (4 июля 2000 года) — за заслуги в области искусства[36]
- Народный артист Украины (4 апреля 2013 года) — за весомый личный вклад в укрепление культурных связей между Украиной и Российской Федерацией, многолетнюю плодотворную творческую деятельность и высокое профессиональное мастерство[3].
- Почётная грамота Правительства Москвы (26 марта 2003 года, Москва) — за большой вклад в развитие отечественной поэзии, активное участие в общественно-политической и благотворительной деятельности города[37]
- Знак Губернатора Московской области «Благодарю» (Московская область)

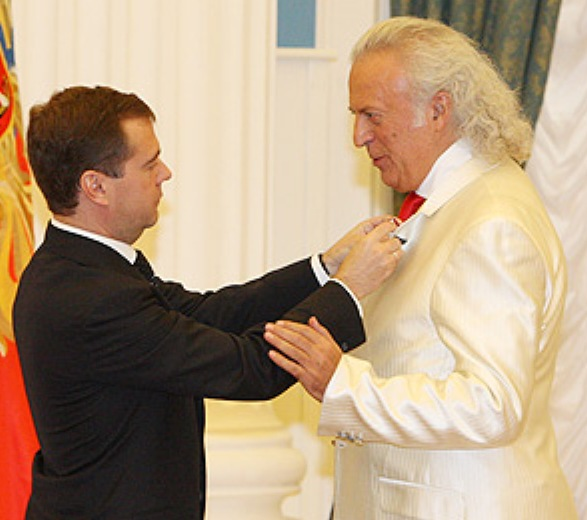
Вручение ордена «За заслуги перед Отечеством» IV степени

- Орден «Ключ дружбы» (Кемеровская область)
- Медаль «За веру и добро» (Кемеровская область)
- Нагрудный знак РФ «За вклад в российскую культуру» (2018, Министерство культуры Российской Федерации)[38]
- Орден святого благоверного князя Даниила Московского II степени (РПЦ)[39]
- Орден святого благоверного князя Даниила Московского III степени (РПЦ)
- Премия ФСБ в номинации «Музыкальное искусство» за цикл стихов к песням о сотрудниках спецслужб (2008).
- Литературная премия имени К. Симонова (международная ассоциация писателей-баталистов)
- Медаль «За боевое содружество» (МВД)
- Почётный знак «За заслуги в развитии динамовского движения»
- награждён именным оружием (Минобороны, ФСБ)
- Национальная премия общественного признания «Семья России»
- Почётный алмазный орден «Общественное признание»[40]
- В 2019 году стал лауреатом международной премии Terra Incognita Awards[41].